# Дуб великоплодий
Дуб великоплодий (Quercus macrocarpa) — вид рослин з родини букові (Fagaceae); поширений у Канаді й США. Етимологія: дав.-гр. μακρός — «великий», лат. o — сполучна голосна, καρπός — «плід», us — суфікс латинізації.

## Опис

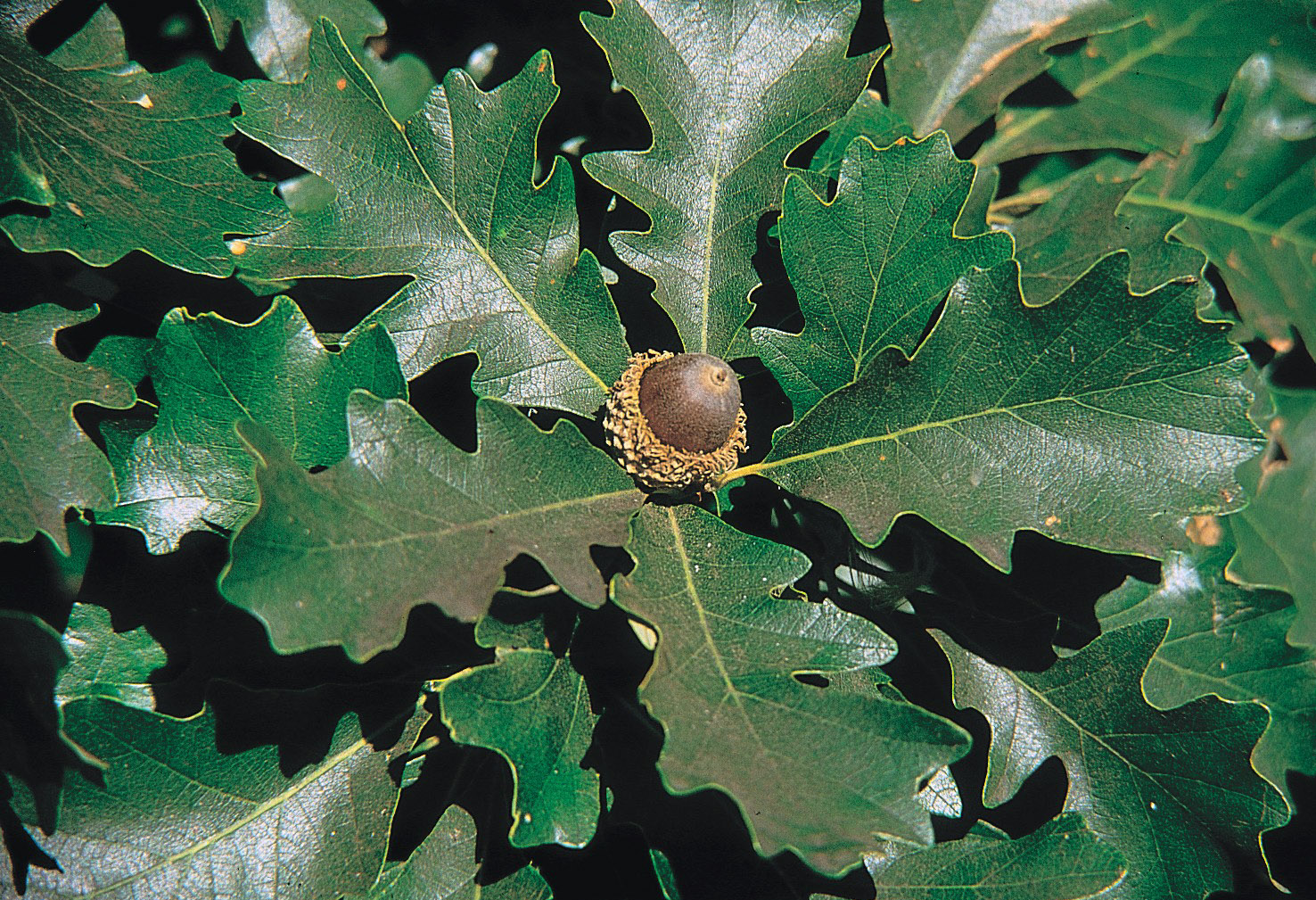
листя й жолудь

Це дерево росте повільно, має середню висоту 20–25 м, але може вирости до 30 метрів і більше на кращих місцях. Живе досить довго, досягає 300–400 років; деякі види як задокументовано досягли віку 450 років. Міцний стовбур діаметром 0.6–1.2 м. Кора жовтувато-сіра, блискуча, стає борознистою, грубуватою, темно-коричневою. Гілочки запушені; бруньки голі. Листки 10–15(30) × 5–13 см, довгасті; верхівка округла; основа клиноподібна; 5–9 глибоких часточок; блискуче зелені зверху й сіруваті запушені знизу; ніжки листків 1.5–2.5 см завдовжки. Жолуді завдовжки 2.5–5 см, овальні, запушені на верхівці; ніжка довжиною 1–2 см; чашечка волохата, охоплює 1/2 горіха, пурпурувата, діаметром 2 см; дозріває через 1 рік. Листопадне. 2n = 24.
Квітне рано навесні. Жолуді Q. macrocarpa поїдають багато птахів і ссавців, наприклад: різноманітні гризуни, олені, чорні ведмеді, індички, качки, худоба; тварини також використовують дерева для побудови домівок.

## Середовище проживання
Поширений на півдні Онтаріо (Канада), у центральних і східних частинах США; також культивується.
Це широко розповсюджений і здатний витримати широкий спектр суворих умов (один з найбільш стійких до посухи дубів), але зазвичай трапляється на вапняках або вапняних глинах; висота: 0–1000 м.
В Україні вид зростає в садах і парках — зрідка на всій території; декоративний

## Використання
Деревина використовується промислово на залізниці, для виробництва шаф, бочок, огорож та ін. Цей вид чудовий для парку або як дерево великої площі.
Корінні американці використовували Q. macrocarpa медикаментозно для лікування серцевих хвороб, спазмів, діареї, італійського свербежу та переламів, для вигнання гостриків та як в'яжучий засіб.

## Загрози
Загрозами є перетворення земель у сільськогосподарське користування, поїдання худобою, та активне гасіння пожеж. Мало комах або хвороб завдають серйозної шкоди виду.